# سيرج إيباكا
سيرج إيباكا مواليد 18 سبتمبر 1989، هو لاعب كرة سلة إسباني من أصل كونغولي يلعب مع فريق تورونتو رابتورز في الرابطة الوطنية لكرة السلة ويحمل الرقم 9. يبلغ طوله 6 قدم 10 بوصة (2.1 م).
تمت اختيار إيباكا من قبل أوكلاهوما سيتي ثاندر، الفريق الذي عرف سابقا باسم سياتل سوبرسونيكس مع الاختيار الرابع والعشرون في مسودة الرابطة الوطنية لكرة السلة 2008. على الرغم من أن إيباكا ولد في جمهورية الكونغو ولعب في فريق الشباب في جمهورية الكونغو، إلا أنه يمثل المنتخب الوطني الأسباني في المنافسة الدولية. تم اختيار إيباكا ضمن أفضل فريق دفاعي بالدوري لثلاث مواسم وتصدر احصائية البلوك بالدوري لموسمين

## فرق لعب لها
- أوكلاهوما سيتي ثاندر
- تورونتو رابتورز

## الميداليات
| الميدالية | المسابقة                         |
| --------- | -------------------------------- |
| فضية      | الألعاب الأولمبية الصيفية 2012   |
| ذهبية     | بطولة أمم أوروبا لكرة السلة 2011 |

## روابط خارجية
- سيرج إيباكا على موقع الاتحاد الدولي لكرة السلة (الإنجليزية)
- سيرج إيباكا على موقع الدوري الأوروبي لكرة السلة (الإنجليزية)
- سيرج إيباكا على موقع إن بي أي (الإنجليزية)
- سيرج إيباكا على موقع سبورتس رفرنس (الإنجليزية)
- سيرج إيباكا على موقع الدوري الإسباني لكرة السلة (الإسبانية)
- سيرج إيباكا على موقع كرة السلة الأوروبية.كوم (الإنجليزية)
- سيرج إيباكا على موقع DraftExpress.com (الإنجليزية)
- سيرج إيباكا على موقع إي إس بي إن.كوم (الإنجليزية)
- سيرج إيباكا على موقع ريلجم (الإنجليزية)
- سيرج إيباكا على موقع بروبوليرز (الإنجليزية)